# Tim Garland
Tim Garland (Ilford, 19 oktober 1966) is een Britse jazzsaxofonist, componist en orkestleider. Zijn composities zijn gebaseerd op modernjazz en klassieke concertmuziek.

## Biografie
Garland werd geboren in Ilford, Essex en groeide op in Canterbury, Kent. Hij begon met klarinet en piano voordat hij op zijn vijftiende overging op saxofoon. Aan de Guildhall School of Music studeerde hij jazz en klassieke compositie. In 1988 nam hij zijn eerste album Points on the Curve op. Als orkestleider kreeg hij voor het eerst erkenning bij de jazz/folk crossover-band Lammas (waaronder Don Paterson en Christine Tobin) en ging verder met een aantal bands onder zijn eigen naam, het Dean Street Underground Orchestra, Storms/Nocturnes, Acoustic Triangle en het Lighthouse Project. In de jaren 1990 werkte hij samen met Ronnie Scott en Ralph Towner. Na het uitbrengen van zijn tweede album Enter the Fire als leider, werd hij lid van de Origin-band onder leiding van Chick Corea. Hij behoorde ook tot bands onder leiding van Bill Bruford, Allan Ganley en John Dankworth.
Hij vervulde opdrachten van de Royal Northern Sinfonia, het BBC Concert Orchestra en het Westminster Abbey Choir, evenals van kleine en grote op jazz gebaseerde ensembles. In 2013 bracht hij zijn suite Songs to the North Sky in première voor jazztrio en orkest, geschreven in 2012 voor het trio Lighthouse met het Royal Northern Sinfonia, uitgevoerd door hen en het London Sinfonia. In 2009 won Garland een Grammy Award voor zijn aandeel in het creëren van The New Crystal Silence ter ere van de samenwerking tussen Chick Corea en Gary Burton. Hij orkestreerde vijf stukken van Corea voor het Sydney Symphony Orchestra.

## Onderscheidingen
- 2006: Musician of the Year, Cross-Parliamentary Jazz Society
- 2009: Grammy Award, The New Crystal Silence
- 2016: Album of the Year, One, Jazzwise Readers' Poll

## Discografie

### Als leader
- 1988: Points on the Curve (Future Music)
- 1995: Tales from the Sun (EFZ)
- 1997: Enter the Fire (Linn Records)
- 2000: Made by Walking (Concord Records/Stretch Records)
- 2002: Playing to the Moon (Jazz House)
- 2004: Change of Season (Sirocco)
- 2005: If the Sea Replied (Sirocco)
- 2009: Libra (Global Mix/Proper)
- 2002: Jazz, Boogie, Classical (Audio Network Plc) met Geoff Keezer
- 2011: Storms/Nocturnes (Origin Records) met Geoff Keezer en Joe Locke
- 2011: Via (Origin Records)
- 2012: Lighthouse (ACT Music)
- 2014: Songs to the North Sky (Edition Records)
- 2015: Return to the Fire (Edition Records)
- 2016: One (Edition Records)

### Als sideman
Met Dominic Alldis
- 2000: If Love Were All: The Songs of Noel Coward
- 2002: Watch What Happens: The Songs of Michel Legrand

Met Chick Corea
- 2000: Originations
- 2006: The Ultimate Adventure
- 2008: The New Crystal Silence
- 2012: The Continents: Concerto for Jazz Quintet & Chamber Orchestra
- 2013: The Vigil

Met Bill Bruford
- 2004: Random Acts of Happiness
- 2006: Earthworks Underground Orchestra

Met Alec Dankworth
- 1994: Nebuchadnezzar
- 1996: Rhythm Changes

Met Joe Locke
- 2001: Storytelling
- 2002: State of Soul
- 2002: Storms/Nocturnes
- 2003: Rising Tide, Storms/Nocturnes
- 2011: Via, Storms/Nocturnes

Met anderen
- 1997: Medazzaland, Duran Duran
- 2000: Rhythm Indicative, Damon Brown
- 2001: Stability, Clark Tracey
- 2003: Dance for Human Folks, London Jazz Composers' Orchestra
- 2003: Falling Up, Geoff Keezer
- 2003: Mad Dogs and Englishmen, Graham Dalby
- 2005: Dancing with the Moon, John Aram
- 2006: Brightness of Being, Paul Bollenback
- 2011: It Happens Quietly, Jacqui Dankworth
- 2012: Soul Shadows, Denise Donatelli

- Bibsys: 6018278
- Bibliothèque nationale de France: cb167032145 (data)
- Gemeinsame Normdatei: 135020840
- International Standard Name Identifier: 0000 0000 5551 3250
- Library of Congress Control Number: no99020746
- MusicBrainz: eb3a2871-99fb-4d81-8d62-00a8af1cbbde
- Nationale Bibliotheek van Tsjechië: xx0200398
- Système universitaire de documentation: 244039216
- Virtual International Authority File: 29161834
- WorldCat: E39PBJg4pRmwfGg9jkHHPWXjmd